# Discografia di Lucio Corsi
La discografia di Lucio Corsi, cantautore italiano, è costituita da quattro album in studio, una raccolta, due EP, nove singoli e sedici video musicali, pubblicati dal 2014.

## Album

### Album in studio
| Anno                                                         | Titolo e dettagli | Classifiche | Classifiche | Classifiche | Certificazioni | Unità          |
| Anno                                                         | Titolo e dettagli | ITA         | LTU         | SWI         | Certificazioni | Unità          |
| ------------------------------------------------------------ | --- | ----------- | ----------- | ----------- | -------------- | -------------- |
| 2017                                                         | Bestiario musicale - Pubblicato: 27 gennaio 2017 - Etichetta: Picicca Dischi - Formati: LP, download digitale, streaming      | 82          | —           | —           |                |                |
| 2020                                                         | Cosa faremo da grandi? - Pubblicato: 17 gennaio 2020 - Etichetta: Sugar Music - Formati: CD, LP, download digitale, streaming | 23          | —           | —           |                |                |
| 2023                                                         | La gente che sogna - Pubblicato: 21 aprile 2023 - Etichetta: Sugar Music - Formati: CD, LP, digital download, streaming       | 37          | —           | —           |                |                |
| 2025                                                         | Volevo essere un duro - Pubblicato: 21 marzo 2025 - Etichetta: Sugar Music - Formati: CD, LP, digital download, streaming     | 1           | 9           | 27          | - ITA: Oro     | - ITA: 25 000+ |
| "—" indica una pubblicazione non classificata in quel paese. | |             |             |             |                |                |

### Raccolte
| Anno | Titolo e dettagli |
| ---- | --- |
| 2015 | Altalena Boy/Vetulonia Dakar - Pubblicato: 16 gennaio 2015 - Etichetta: Picicca Dischi - Formati: CD, download digitale, streaming |

## Extended play
| Anno | Titolo e dettagli |
| ---- | --- |
| 2014 | Vetulonia Dakar - Pubblicato: 29 aprile 2014 - Etichetta: Picicca Dischi - Formati: CD, download digitale, streaming |
| 2015 | Altalena Boy - Pubblicato: 16 gennaio 2015 - Etichetta: Picicca Dischi - Formati: download digitale, streaming       |

## Singoli
| Anno                                                         | Titolo                                    | Classifiche | Classifiche | Classifiche | Classifiche | Classifiche | Classifiche | Classifiche | Classifiche | Classifiche | Classifiche | Classifiche | Certificazioni | Unità           | Album di provenienza   |
| Anno                                                         | Titolo                                    | ITA         | AUT         | FIN         | GER         | ISL         | LTU         | LVA         | NLD         | NOR         | SWE         | SWI         | Certificazioni | Unità           | Album di provenienza   |
| ------------------------------------------------------------ | ----------------------------------------- | ----------- | ----------- | ----------- | ----------- | ----------- | ----------- | ----------- | ----------- | ----------- | ----------- | ----------- | -------------- | --------------- | ---------------------- |
| 2019                                                         | Cosa faremo da grandi?                    | 60          | —           | —           | —           | —           | —           | —           | —           | —           | —           | —           |                |                 | Cosa faremo da grandi? |
| 2020                                                         | Freccia Bianca                            | —           | —           | —           | —           | —           | —           | —           | —           | —           | —           | —           |                |                 | Cosa faremo da grandi? |
| 2020                                                         | Trieste                                   | 85          | —           | —           | —           | —           | —           | —           | —           | —           | —           | —           |                |                 | Cosa faremo da grandi? |
| 2023                                                         | Astronave giradisco/La bocca della verità | —           | —           | —           | —           | —           | —           | —           | —           | —           | —           | —           |                |                 | La gente che sogna     |
| 2023                                                         | Magia nera/Orme                           | —           | —           | —           | —           | —           | —           | —           | —           | —           | —           | —           |                |                 | La gente che sogna     |
| 2023                                                         | Radio Mayday                              | —           | —           | —           | —           | —           | —           | —           | —           | —           | —           | —           |                |                 | La gente che sogna     |
| 2024                                                         | Tu sei il mattino                         | 42          | —           | —           | —           | —           | —           | —           | —           | —           | —           | —           |                |                 | Volevo essere un duro  |
| 2025                                                         | Volevo essere un duro                     | 3           | 17          | 43          | 85          | 16          | 3           | 10          | 78          | 61          | 30          | 11          | - ITA: Platino | - ITA: 200 000+ | Volevo essere un duro  |
| 2025                                                         | Situazione complicata                     | 85          | —           | —           | —           | —           | —           | —           | —           | —           | —           | —           |                |                 | Volevo essere un duro  |
| "—" indica una pubblicazione non classificata in quel paese. |                                           |             |             |             |             |             |             |             |             |             |             |             |                |                 |                        |

## Collaborazioni
| Anno | Titolo                                                                    | Album di provenienza |
| ---- | ------------------------------------------------------------------------- | -------------------- |
| 2016 | Il cuore va nell'organico (Kahbum feat. Margherita Vicario e Lucio Corsi) | Kahbum: Stagione 1   |
| 2022 | Michel (Francesco Bianconi feat. Lucio Corsi)                             | Accade               |

## Altri brani entrati in classifica
| Anno | Titolo            | Classifiche | Album di provenienza  |
| Anno | Titolo            | ITA         | Album di provenienza  |
| ---- | ----------------- | ----------- | --------------------- |
| 2025 | Sigarette         | 52          | Volevo essere un duro |
| 2025 | Francis Delacroix | 95          | Volevo essere un duro |

## Video musicali
| Anno | Titolo                                        | Regista          |
| ---- | --------------------------------------------- | ---------------- |
| 2014 | Le api                                        | Lucio Corsi      |
| 2014 | Søren                                         | Lucio Corsi      |
| 2014 | Migrazione generale dalle campagne alle città | Tommaso Ottomano |
| 2014 | Godzilla                                      | Tommaso Ottomano |
| 2015 | Altalena Boy (prima versione)                 | Tommaso Ottomano |
| 2015 | Altalena Boy (seconda versione)               | Tommaso Ottomano |
| 2019 | Cosa faremo da grandi?                        | Tommaso Ottomano |
| 2020 | Freccia Bianca                                | Tommaso Ottomano |
| 2020 | Trieste                                       | Tommaso Ottomano |
| 2023 | Astronave giradisco                           | Tommaso Ottomano |
| 2023 | La bocca della verità                         | Tommaso Ottomano |
| 2023 | Magia nera                                    | Tommaso Ottomano |
| 2023 | Radio Mayday                                  | Tommaso Ottomano |
| 2024 | Tu sei il mattino                             | Tommaso Ottomano |
| 2024 | Nel cuore della notte                         | Tommaso Ottomano |
| 2025 | Volevo essere un duro                         | Tommaso Ottomano |